# Negreşti
Negreşti és una ciutat de la província de Vaslui (Romania). Del seu terme municipal formen part els poblats de Paparnița, Căzănești, Glodeni, Cioatele, Poiana i Valea Mare.

## Geografia
La ciutat està en la part central de l'altiplà de Moldàvia, a la vora del riu Velna i molt prop dels llacs amb el mateix nom (Velna). Des del punt de vista administratiu, la ciutat es troba en l'extrem nord de la província de Vaslui i és recorreguda per la carretera DN15D (Piatra Neamț-Roman-Vaslui). Negreşti està a 35 km de la capital de la província i a 49 km de la ciutat de Roman.

## Demografia
Segons el cens realitzat el 2002, Negreşti hi ha una població de 9.852 persones, de les quals el 99% pertanyen a l'ètnia romanesa. Negreşti té un dels percentatges més alts de població jove, un 26,73% de la seua població té menys de 14 anys.

## Economia
Negreşti està en una de les zones més pobres de Romania i també de la Unió Europea. Els poblats que pertanyen a Negreşti tenen un marcat caràcter rural, on l'agricultura és el principal sector econòmic. En la ciutat també hi ha fàbriques de mobles, tèxtils, màquines industrials i alimentació.